# Jern(II)hydroxid
Jern(II)hydroxid er en kemisk forbindelse med formlen Fe(OH)2. Den bliver skabt når Jern(II) ioner, fra en kemisk forbindelse som for eksempel Jern(II)sulfat, reagerer med hydroxid ioner. Jern(II)hydroxid er i sig selv praktisk set hvidt, men små spor af oxygen kan farve stoffet grønligt.
| Kemi | Spire Denne artikel om kemi er en spire som bør udbygges. Du er velkommen til at hjælpe Wikipedia ved at udvide den. |